# Liste des joueuses de Tarbes Gespe Bigorre
Liste des joueuses de Tarbes Gespe Bigorre recense les effectifs des différents saisons de l’équipe de basket-ball féminin de l’équipe française de Tarbes.

## Effectif professionnel 2021-2022
Isalys Quiñones est remerciée fin octobre 2021 et remplacée par l’internationale tchèque Renáta Březinová.
En février, Ana Tadić blessée à la cheville est remplacée par l’internationale sénégalaise Oumoul Khairy Sarr.

## Saison 2020-2021
En janvier 2021, la canadienne Jamie Scott remplace Jazmine Jones, qui a quitté le club en novembre.
En février 2021, Samantha Cooper est engagée comme pigiste médicale de Louice Halvarsson.

## Saison 2019-2020
| Numéro | Nom                  | Née le            | Taille | Nationalité | Poste           |
| 3      | Ana Tadić            | 21 septembre 1998 | 1,90 m | France      | Pivot           |
| 4      | Marine Fauthoux      | 23 janvier 2001   | 1,76 m | France      | Meneuse         |
| 5      | Marie Pardon         | 5 janvier 2001    | 1,78 m | France      | Meneuse         |
| 10     | Laure Resimont       | 29 janvier 1998   | 1,85 m | Belgique    | Arrière-ailière |
| 11     | Adja Konteh          | 5 mars 1992       | 1,78 m | France      | Arrière         |
| 14     | Louice Halvarsson    | 15 janvier 1989   | 1,91 m | Suède       | Ailière forte   |
| 15     | Valeriya Berejynska  | 10 avril 1986     | 1,93 m | Ukraine     | Pivot           |
| 32     | Tima Pouye           | 7 avril 1999      | 1,74 m | France      | Meneuse         |
| 33     | Margaux Galliou-Loko | 12 avril 1993     | 1,84 m | France      | Ailière         |

Entraîneur :  François Gomez
Assistant :  Lionel Oustry

## Saison 2018-2019
| Numéro | Nom                       | Née le          | Taille | Nationalité          | Poste   |
| 3      | Aby Gaye                  | 3 février 1995  | 1,95 m | France               | Pivot   |
| 33     | Margaux Galliou-Loko      | 12 avril 1993   | 1,84 m | France               | Ailière |
| 4      | Marine Fauthoux           | 23 janvier 2001 | 1,76 m | France               | Meneuse |
| 12     | Jodie Cornélie-Sigmundova | 20 avril 1993   | 1,93 m | France               | Pivot   |
| 11     | Adja Konteh               | 5 mars 1992     | 1,78 m | France               | Arrière |
| 23     | Alexis Prince             | 5 février 1994  | 1,88 m | États-Unis           | Ailière |
| 7      | Cierra Bravard            | 14 octobre 1989 | 1,93 m | États-Unis           | Pivot   |
| 13     | Devereaux Peters          | 8 octobre 1989  | 1,88 m | États-Unis           | Ailière |
| 10     | Nathalie Fontaine         | 3 octobre 1993  | 1,83 m | Suède                | Ailière |
| 32     | Tima Pouye                | 7 avril 1999    | 1,74 m | France               | Meneuse |
| 15     | D’Andra Moss              | 21 février 1988 | 1,80 m | États-Unis – Ukraine | Arrière |

Entraîneur :  François Gomez
Assistant :  Lionel Oustry
De janvier au 9 mars 2019, Devereaux Peters signe comme joker médical de Cierra Bravard.

## Saison 2017-2018
| Numéro | Nom               | Née le            | Taille | Nationalité       | Poste   |
| 3      | Aby Gaye          | 3 février 1995    | 1,95 m | France            | Pivot   |
| 4      | Ana Suárez        | 10 octobre 1987   | 1,70 m | Espagne           | Meneuse |
| 5      | Christelle Diallo | 12 mars 1993      | 1,93 m | France            | Pivot   |
|        | Alice Kunek       | 6 février 1991    | 1,85 m | Australie Irlande | Ailière |
| 7      | Clarisse Sahun    |                   |        | France            | Meneuse |
| 9      | Adja Konteh       | 5 mars 1992       | 1,78 m | France            | Arrière |
| 11     | Shauna Beaubrun   | 1998              | 1,78 m | France            | Arrière |
| 12     | Angie Bjorklund   | 14 juillet 1989   | 1,83 m | États-Unis        | Ailière |
| 13     | Michelle Plouffe  | 15 septembre 1992 | 1,93 m | Canada            | Ailière |
| 14     | Tima Pouye        | 7 avril 1999      | 1,74 m | France            | Meneuse |
| 15     | Naomi Mbandu      | 1999              | 1,86 m | France            | Ailière |

Entraîneur :  François Gomez
Assistant :  Lionel Oustry

## Saison 2016-2017
| Numéro | Nom                 | Née le           | Taille | Nationalité    | Poste      |
| 12     | Abby Bishop         | 29 novembre 1988 | 1,91 m | Australie      | Ailière    |
| 13     | Angie Bjorklund     | 14 juillet 1989  | 1,83 m | États-Unis     | Ailière    |
| 5      | Shauna Beaubrun     | 1998             | 1,78 m | France         | Arrière    |
| 6      | Lucie Carlier       | 12 juin 1990     | 1,87 m | France         | Ailière    |
| 7      | Bintou Marizy       | 1er février 1984 | 1,67 m | France Sénégal | Meneuse    |
| 8      | Awa Trasi           | 1999             | 1,84 m | France         | Ailière    |
| 9      | Léa Deconinck       | 1998             | 1,60 m | France         | Meneuse    |
| 11     | Adja Konteh         | 5 mars 1992      | 1,78 m | France         | Arrière    |
| 14     | Élodie Christmann   | 16 mars 1984     | 1,90 m | France         | Intérieure |
| 10     | Sylvie Gruszczynski | 26 mai 1986      | 1,73 m | France         | Arrière    |
| 12     | Mélanie Nadjar      | 1999             | 1,76 m | France         | Arrière    |
| 15     | Astan Dabo          | 30 mai 1992      | 2,03 m | France Mali    | Pivot      |
| 19     | Moina Leberec       | 1998             | 1,85 m | France         | Ailière    |

Entraîneur :  François Gomez
Assistant :  Lionel Oustry
De retour en LFB après une seule saison en Ligue 2, Tarbes n'a conservé que trois joueuses Elodie Bertal, Sylvie Gruszczynski et Adja Konteh et compte sur un effectif de seulement sept joueuses professionnelles.
Pour son retour en LFB, François Gomez se veut réaliste : « Notre ambition est clairement affichée. Nous tenterons de jouer un maintien confortable. Si cela s’avérait difficile, nous espérons être prêts pour lutter avec les futurs adversaires que nous retrouverions dans le cadre des play-down. Nous sommes toujours en phase de transition avec l’ambition au cours des prochaines saisons de retrouver une place parmi les équipes du haut du tableau ».

## Saison 2015-2016
| Numéro | Nom                     | Née le          | Taille | Nationalité     | Poste      |
| 11     | Adja Konteh             | 5 mars 1992     | 1,78 m | France          | Arrière    |
| 6      | Ivanka Matić            | 29 mai 1979     | 1,95 m | Serbie          | Intérieure |
| 14     | Élodie Bertal           | 16 mars 1984    | 1,90 m | France          | Intérieure |
|        | Elena Antonenko         | 19 avril 1993   | 1,90 m | Russie          | Intérieure |
| 34     | Bérengère Dinga Mbomi   | 15 février 1995 | 1,72 m | France          | Arrière    |
|        | Cyriane Glère           |                 |        | France          | Arrière    |
| 5      | Najat Ouardad           | 23 juin 1990    | 1,52 m | France          | Meneuse    |
| 10     | Sylvie Gruszczynski     | 26 mai 1986     | 1,73 m | France          | Arrière    |
| 19     | Hristina Tyutyundzhieva | 23 juin 1993    | 1,90 m | Bulgarie France | Intérieure |
| 23     | D’Lesha Lloyd           |                 | 1,79 m | États-Unis      | Arrière    |

Entraîneur :  François Gomez
Assistant :  Lionel Oustry
Après avoir battu Landerneau en demi-finale soir (70-60), Tarbes remporte le Final Four à domicile lors de la finale 77 à 60 face à Roche Vendée grâce à l'apport de la meilleure joueuse du tournoi Sylvie Gruszczynski (12 points et 6 passes décisives) et d'Ivanka Matić (22 points à 7/7 aux tirs et 12 rebonds).

## Saison 2014-2015
| Numéro | Nom                     | Née le           | Taille | Nationalité     | Poste      |
| 4      | Joyce Cousseins-Smith   | 31 décembre 1988 | 1,65 m | France          | Meneuse    |
| 5      | Najat Ouardad           | 23 juin 1990     | 1,52 m | France          | Meneuse    |
| 6      | Kalis Loyd              | 4 mai 1989       | 1,88 m | Suède           | Ailière    |
| 6      | Stylianí Kaltsídou      | 12 janvier 1983  | 1,88 m | Grèce           | Ailière    |
| 8      | Alicia DeVaughn         | 18 avril 1991    | 1,93 m | États-Unis      | Intérieure |
| 10     | Sylvie Gruszczynski     | 26 mai 1986      | 1,73 m | France          | Arrière    |
| 11     | Hristina Tyutyundzhieva | 23 juin 1993     | 1,90 m | Bulgarie France | Intérieure |
| 13     | Sabrina Reghaïssia      | 17 janvier 1987  | 1,88 m | France          | Intérieure |
| 15     | Valeriya Berejynska     | 10 avril 1986    | 1,93 m | Ukraine         | Intérieure |
| 20     | Alex Bentley            | 27 octobre 1990  | 1,70 m | États-Unis      | Arrière    |
|        | Kelly Corre             | 9 mars 1991      | 1,78 m | France          | Arrière    |

Entraîneur :  Cyril Sicsic
Assistant : Marie-Pierre Uriarte
Tarbes remporte pour la troisième fois le Challenge round en disposant en finale de Nantes-Rézé (52-67 puis 92-60) avec notamment les 29 points à 10/18 et 11 passes décisives pour 34 d'évaluation d'Alex Bentley lors du match retour.

## Saison 2013-2014
« Il nous fallait une joueuse qui joue plus dans la peinture, capable d’amener un vrai danger, de la puissance, car on a d’autres ambitions » coach Cyril Sicsic dont l'équipe est seulement 10e à l'issue des matchs aller avec quatre victoires pour neuf défaites, pour expliquer qu'Alexandria Montgomery soit remplacée par Tiffany Stansbury .
| Numéro | Nom                    | Née le           | Taille | Nationalité | Poste      |
| 4      | Joyce Cousseins-Smith  | 31 décembre 1988 | 1,65 m | France      | Meneuse    |
|        | Lauren Neaves          | 20 novembre 1983 | 1,88 m | États-Unis  | Intérieure |
| 5      | Najat Ouardad          | 23 juin 1990     | 1,52 m | France      | Meneuse    |
|        | Tat'yana Likhtarovitch | 29 mars 1988     | 1,80 m | Biélorussie | Arrière    |
| 6      | Clémentine Morateur    | 18 novembre 1995 | 1,75 m | France      | Arrière    |
| 7      | Alexandria Montgomery  | 12 novembre 1988 | 1,85 m | États-Unis  | Ailière    |
| 8      | Béatrice Castets       | 5 janvier 1980   | 1,78 m | France      | Ailière    |
| 9      | Katelan Redmon         | 11 octobre 1988  | 1,85 m | États-Unis  | Arrière    |
| 10     | Sylvie Gruszczynski    | 26 mai 1986      | 1,73 m | France      | Arrière    |
| 11     | Viktoriya Mirtcheva    | 17 janvier 1987  | 1,90 m | Ukraine     | Intérieure |
| 13     | Sabrina Reghaïssia     | 17 janvier 1987  | 1,88 m | France      | Intérieure |
| 14     | Jovana Rad             | 8 mai 1987       | 1,87 m | Serbie      | Intérieure |
| 15     | Mirna Mazić            | 24 décembre 1985 | 1,88 m | Croatie     | Ailière    |
|        | Tiffany Stansbury      | 16 janvier 1983  | 1,91 m | États-Unis  | Intérieure |

|Hristina Tyutyundzhieva  
|23 juin 1993
|1,89 m
| Bulgarie
|Intérieure
Entraîneur :  Cyril Sicsic
Assistant : Marie-Pierre Uriarte
Le club finit à la onzième place de la saison régulière.

## Effectif 2012-2013
| Numéro | Nom                   | Née le            | Taille | Nationalité | Poste      |
|        | Élodie Guillenteguy   | 4 février 1992    | 1,78 m | France      | Arrière    |
| 4      | Joyce Cousseins-Smith | 31 décembre 1988  | 1,65 m | France      | Meneuse    |
| 5      | Paoline Salagnac      | 13 mars 1984      | 1,72 m | France      | Arrière    |
|        | Linda Bousbaa         | 29 novembre 1991  | 1,65 m | France      | Meneuse    |
| 7      | Gabriela Ocete        | 6 mai 1988        | 1,65 m | Espagne     | Meneuse    |
| 8      | Lauren Ervin          | 24 mars 1985      | 1,93 m | États-Unis  | Intérieure |
| 9      | Laurie Datchy         | 2 avril 1990      | 1,72 m | France      | Arrière    |
| 10     | Naura El Gargati      | 27 juillet 1980   | 1,92 m | France      | Intérieure |
| 11     | Jovana Rad            | 8 mai 1987        | 1,87 m | Serbie      | Intérieure |
| 13     | Kim Smith,.           | 7 mai 1984        | 1,83 m | Canada      | Ailière    |
| 8      | Kristen McCarthy      | 28 septembre 1990 | 1,82 m | États-Unis  | Ailière    |
| 14     | Charlotte Preiss      | 30 janvier 1987   | 1,95 m | France      | Intérieure |
| 15     | Angelica Robinson     | 20 avril 1987     | 1,97 m | États-Unis  | Pivot      |

Entraîneur :  Cyril Sicsic
Assistant :  Lina Brazdeikytė
Cinquième de la saison régulière, Tarbes remporte le Challenge Round.

## Effectif 2011-2012
| Numéro | Nom                       | Née le           | Taille | Nationalité    | Poste      |
| 4      | Élodie Guillenteguy       | 4 février 1992   | 1,78 m | France         | Arrière    |
| 5      | Maja Miljković            | 11 avril 1981    | 1,78 m | Serbie         | Meneuse    |
| 5      | Paoline Salagnac          | 13 mars 1984     | 1,72 m | France         | Arrière    |
| 6      | Lauren Neaves             | 20 novembre 1983 | 1,88 m | États-Unis     | Intérieure |
| 6      | Alexandria Montgomery     | 12 novembre 1988 | 1,85 m | États-Unis     | Ailière    |
| 8      | Pauline Krawczyk          | 17 mars 1985     | 1,82 m | France         | Ailière    |
| 9      | Isis Arrondo              | 8 mars 1989      | 1,64 m | France         | Meneuse    |
| 10     | Naura El Gargati          | 27 juillet 1980  | 1,92 m | France         | Intérieure |
| 11     | Florence Lepron           | 16 janvier 1985  | 1,83 m | France         | Meneuse    |
| 12     | Ljubica Drljača           | 4 août 1978      | 1,90 m | Serbie- France | Ailière    |
| 13     | Ana-Maria Cata-Chitiga    | 20 juin 1989     | 1,95 m | France         | Intérieure |
| 14     | Charlotte Preiss          | 30 janvier 1987  | 1,95 m | France         | Intérieure |
|        | Lizanne Murphy            | 15 mars 1984     | 1,83 m | Canada         | Ailière    |
| 15     | Daria Mieloszynska-Zwolak | 24 novembre 1983 | 1,86 m | Pologne        | Ailière    |

|Hristina Tyutyundzhieva  
|23 juin 1993
|1,64 m
| Bulgarie
|Intérieure
Entraîneur : Pascal Pisan jusque fin janvier 2012 puis intérim de Marie-Pierre Taupin
Assistante :  Marie-Pierre Taupin
Seulement sixième du championnat et sans victoire en Euroligue, le club a démis l'entraîneur Pascal Pisan de ses fonctions fin janvier 2012.

## Effectif 2010-2011
| Numéro | Nom                     | Née le          | Taille | Nationalité | Poste      |
| 4      | Jelena Dubljević        | 7 mai 1987      | 1,88 m | Monténégro  | Ailière    |
| 5      | Erin Thorn              | 19 mai 1981     | 1,78 m | États-Unis  | Arrière    |
| 5      | Roneeka Hodges          | 19 juillet 1982 | 1,80 m | États-Unis  | Arrière    |
| 6      | Ivanka Matić            | 29 mai 1979     | 1,95 m | Serbie      | Intérieure |
| 7      | Pauline Jannault-Lo     | 13 janvier 1987 | 1,92 m | France      | Ailière    |
| 9      | Isis Arrondo            | 8 mars 1989     | 1,64 m | France      | Meneuse    |
| 9      | Marija Erić             | 2 mai 1983      | 1,64 m | Serbie      | Meneuse    |
| 10     | Naura El Gargati        | 27 juillet 1980 | 1,92 m | France      | Intérieure |
| 11     | Florence Lepron         | 16 janvier 1985 | 1,83 m | France      | Meneuse    |
| 12     | Darline Nsoki           | 9 novembre 1989 | 1,82 m | France      | Ailière    |
| 13     | Ana-Maria Cata-Chitiga  | 20 juin 1989    | 1,95 m | France      | Intérieure |
| 13     | Biljana Pavićević       | 17 juin 1980    | 1,91 m | Monténégro  | Intérieure |
| 14     | Vaida Sipavičiūtė       | 6 novembre 1985 | 1,91 m | Lituanie    | Intérieure |
| 14     | Brooke Smith            | 30 avril 1984   | 1,91 m | États-Unis  | Intérieure |
| 9      | Hristina Tyutyundzhieva | 23 juin 1993    | 1,64 m | Bulgarie    | Intérieure |

Entraîneur :  Alain Jardel
Assistant :  Marie-Pierre Taupin

## Effectif 2009-2010
| Numéro | Nom                      | Née le           | Taille | Nationalité | Poste            |
| 4      | Charde Houston           | 10 avril 1986    | 1,83 m | États-Unis  | Intérieure       |
| 4      | Hamchétou Maïga-Ba       | 25 avril 1978    | 1,85 m | Mali        | Ailière forte    |
| 5      | Anne Breitreiner         | 7 septembre 1984 | 1,84 m | Allemagne   | Arrière          |
| 6      | Frida Eldebrink          | 4 janvier 1988   | 1,74 m | Suède       | Meneuse          |
| 7      | Pauline Jannault         | 13 janvier 1987  | 1,92 m | France      | Ailière          |
| 9      | Isis Arrondo             | 8 mars 1989      | 1,64 m | France      | Meneuse          |
| 10     | Naura El Gargati         | 27 juillet 1980  | 1,92 m | France      | Intérieure       |
| 11     | Florence Lepron          | 16 janvier 1985  | 1,83 m | France      | Meneuse          |
| 12     | Béatrice Castets         | 5 janvier 1980   | 1,78 m | France      | Ailière          |
| 13     | Fatimatou Sacko          | 25 mai 1985      | 1,83 m | France      | Ailière forte    |
| 14     | Isabelle Yacoubou-Dehoui | 21 avril 1986    | 1,95 m | France      | Pivot            |
| 15     | Emma Randall             | 5 juin 1985      | 1,90 m | Australie   | Intérieure-Pivot |

Entraîneur :  François Gomez
Assistant :  Lionel Oustry
Le club est pour la première fois sacré champion de France, devenant la première équipe depuis 1993 et Challes-les-Eaux à remporter le championnat hormis Valenciennes ou Bourges.

## Saison 2008-2009
| Numéro | Nom                          | Née le           | Taille | Nationalité       | Poste            |
| 4      | N'Deye N'Diaye               | 2 mai 1979       | 1,88 m | Sénégal - France  | Intérieure       |
| 5      | Tanisha Wright               | 29 novembre 1983 | 1,80 m | États-Unis        | Arrière          |
| 6      | Frida Eldebrink              | 4 janvier 1988   | 1,74 m | Suède             | Meneuse          |
| 7      | Taisiia Bovykina             | 7 mai 1989       | 1,91 m | Ukraine           | Ailière forte    |
| 8      | Elin Eldebrink               | 4 janvier 1988   | 1,74 m | Suède             | Meneuse          |
| 9      | Isis Arrondo                 | 8 mars 1989      | 1,64 m | France            | Meneuse          |
| 10     | Suzana Milovanović           | 12 novembre 1979 | 1,85 m | Serbie            | Ailière          |
| 10     | Liene Jansone                | 22 mai 1981      | 1,92 m | Lettonie          | Intérieure       |
| 12     | Béatrice Castets             | 5 janvier 1980   | 1,78 m | France            | Ailière          |
| 13     | Elizabeth Shimek-Moeggenberg | 25 mai 1984      | 1,86 m | États-Unis        | Ailière forte    |
| 14     | Isabelle Yacoubou-Dehoui     | 21 avril 1986    | 1,95 m | France            | Pivot            |
| 15     | Polina Tzekova               | 30 avril 1968    | 1,95 m | Bulgarie - France | Intérieure-Pivot |

Entraîneur :  François Gomez
Assistant :  Xavier Noguera

## Saison 2007-2008
| Numéro | Nom                          | Née le            | Taille | Nationalité         | Poste         |
| 4      | Kristen Mann                 | 10 août 1983      | 1,86 m | États-Unis          | Ailière forte |
| 5      | Fátima Silva                 | 23 novembre 1973  | 1,69 m | Portugal            | Meneuse       |
| 6      | Laure Savasta                | 18 mars 1974      | 1,73 m | France              | Meneuse       |
| 7      | Jaklin Zlatanova             | 25 septembre 1988 | 1,89 m | Bulgarie            | Ailière       |
| 8      | Clémence Beikes              | 19 octobre 1983   | 1,81 m | France              | Arrière       |
| 9      | Nelli Nevzorova              | 25 janvier 1970   | 1,90 m | Russie - Ukraine    | Intérieure    |
| 10     | Carole Leclair               | 2 juin 1989       | 1,83 m | France              | Ailière       |
| 11     | Alexia Kusion                | 12 mars 1989      | 1,80 m | France              | Arrière       |
| 12     | Elizabeth Shimek-Moeggenberg | 25 mai 1984       | 1,86 m | États-Unis          | Ailière forte |
| 14     | Isabelle Yacoubou-Dehoui     | 21 avril 1986     | 1,95 m | France              | Pivot         |
| 15     | Gisela Vega                  | 14 mars 1982      | 1,86 m | Argentine - Espagne | Intérieure    |

Entraîneur : François Gomez ( France) (Pascal Pisan coupé le 20 novembre 2007, puis Patrick Maucouvert jusqu’à fin décembre)
Assistant : Xavier Noguera ( France)

## Saison 2006-2007
| Numéro | Nom                   | Née le            | Taille | Nationalité          | Poste      |
| 4      | Marion Laborde        | 6 décembre 1986   | 1,76 m | France               | Arrière    |
| 5      | Claire Tomaszewski    | 25 novembre 1982  | 1,78 m | France               | Arrière    |
| 6      | Laure Savasta         | 18 mars 1974      | 1,73 m | France               | Meneuse    |
| 7      | Jaklin Zlatanova      | 25 septembre 1988 | 1,88 m | Bulgarie             | Ailière    |
| 8      | Clémence Beikes       | 19 octobre 1983   | 1,79 m | France               | Arrière    |
| 9      | Aurélie Bonnan        | 1er août 1983     | 1,87 m | France               | Intérieure |
| 10     | Penda Sy              | 29 avril 1984     | 1,90 m | France               | Pivot      |
| 11     | Alexia Kusion         | 12 mars 1989      | 1,80 m | France               | Arrière    |
| 12     | Gergana Slavtcheva    | 20 octobre 1979   | 1,86 m | Bulgarie             | Ailière    |
| 13     | Kristina Česnavičiūtė | 18 septembre 1983 | 2,02 m | Lituanie             | Pivot      |
| 13     | Mfon Udoka            | 16 juin 1976      | 1,85 m | États-Unis - Nigeria | Intérieure |
| 14     | Isabelle Yacoubou     | 21 avril 1986     | 1,95 m | France               | Pivot      |
| 15     | Ayana Walker          | 10 septembre 1979 | 1,91 m | États-Unis           | Intérieure |

Entraîneur : Pascal Pisan   ( France)
Assistant : Xavier Noguera ( France)
Assistante : Krassimira Banova ( Bulgarie)

## Saison 2005-2006
| Numéro | Nom                | Née le            | Taille | Nationalité | Poste           |
| 4      | Laure Pagelli      | 31 mai 1986       | 1,72 m | France      | Meneuse         |
| 5      | Claire Tomaszewski | 25 novembre 1982  | 1,78 m | France      | Arrière         |
| 6      | Laure Savasta      | 18 mars 1974      | 1,73 m | France      | Meneuse         |
| 7      | Jaklin Zlatanova   | 25 septembre 1988 | 1,88 m | Bulgarie    | Ailière         |
| 8      | Gunta Baško        | 27 avril 1980     | 1,81 m | Lettonie    | Ailière         |
| 9      | Marion Laborde     | 6 décembre 1986   | 1,76 m | France      | Arrière         |
| 10     | Penda Sy           | 29 avril 1984     | 1,90 m | France      | Pivot           |
| 11     | Florence Lepron    | 16 janvier 1985   | 1,81 m | France      | Meneuse-arrière |
| 12     | Katryna Gaither    | 13 août 1975      | 1,91 m | États-Unis  | Intérieure      |
| 13     | Alexia Kusion      | 12 mars 1989      | 1,80 m | France      | Ailière         |
| 14     | Isabelle Yacoubou  | 21 avril 1986     | 1,95 m | Bénin       | Pivot           |
| 15     | Alina Slabecka     | 31 janvier 1974   | 1,86 m | Pologne     | Ailière         |

Entraîneur : Pascal Pisan   ( France)
Assistant : Alexandre Casimiri   ( France)

## Entraîneurs successifs
| Saisons               | Entraîneur                                                                          |
| 1986 ‑ 1996           | Jean-Pierre Siutat                                                                  |
| 1996                  | Damien Leyrolles (fin de saison 1995-1996, intérim de J.-P. Siutat, démissionnaire) |
| 1996 ‑ 1997           | Igor Grudin                                                                         |
| 1997 ‑ 2000           | José Ruiz                                                                           |
| 2000 ‑ 2003           | Damien Leyrolles                                                                    |
| 2003 ‑ nov. 2007      | Pascal Pisan                                                                        |
| nov. 2007 ‑ déc. 2007 | Patrick Maucouvert                                                                  |
| jan. 2008 ‑ 2010      | François Gomez                                                                      |
| 2010 ‑ ...            | Alain Jardel                                                                        |